# Núi Tà Cú
Núi Tà Cú cao 649 m, nằm ven Quốc lộ 1, thuộc thị trấn Thuận Nam, huyện Hàm Thuận Nam, cách Phan Thiết 28 km về phía Nam là một thắng cảnh và là một điểm leo núi của tỉnh Bình Thuận. Tên gọi tà kóu bắt nguồn từ tiếng chăm cổ "tà" là núi và "kóu" là già. Nghĩa là "núi già". Núi Tà Cú hiện nay được xem là địa điểm linh thiêng phục vụ cho du lịch tâm linh, hành hương đến các ngôi chùa núi Tà Cú (Linh Sơn Trường thọ).

## Du lịch
Được khởi xướng năm 1996 hội thi leo núi Tà cú được tổ chức và trở thành một hội thi của địa phương. Để lên tới đỉnh ngọn núi Nọc trù nằm trong khu rừng cấm, du khách có thể cần 2 giờ để vượt qua 2.290 m đường dốc. Bằng Lăng là đoạn dốc cao nhất, nghiêng 45°. Hoặc du khách có thể ngồi 10 phút trong cabin "bay" theo đoạn dây cáp dài 1.600 m ở độ cao 500 m, ngắm nhìn khu rừng xanh bao la. Nằm ở độ cao 563 m (chưa tới đỉnh) là hai ngôi chùa: chùa Trên (Linh Sơn Trường Thọ) và chùa Dưới (Long Đoàn), cùng bậc thang đá cao và những ngọn tháp. Ở đây có bức tượng Phật Thích Ca nằm, làm bằng bê tông, quét vôi trắng dài 49 m, dài hơn tượng phật nằm ở chùa Wat Pho nổi tiếng của Thái Lan. Núi nằm trong Khu bảo tồn thiên nhiên Tà kóu rộng hơn 10.000 ha.

## Địa chất
Nhiệt độ trung bình từ 18 đến 22 °C. Xưa kia đây là một ngọn núi lửa thuộc đệ nhất nguyên đại nên trong đất có vàng sa khoáng và Lưu huỳnh